# Towthorpe
Towthorpe is een plaats en civil parish in het bestuurlijke gebied City of York, in het Engelse graafschap North Yorkshire met 1.967 inwoners.